# مسجد القطة
مسجد القطة أو مسجد الزكندري هو مسجد تاريخي يقع في مدينة مراكش بالمغرب. كما تم تحديده في بعض المصادر العلمية على أنه مسجد مولاي القصور. يقع المسجد في حي القصور على مقربة من باب الفتوح أحد الأبواب القريبة من ساحة جامع الفنا.
أسس المسجد أحد تلاميذ أبو العباس السبتي، وهو أحد أولياء مدينة مراكش من القرن الثاني عشر. اشتق اسم المسجد من قصة تقليدية تم فيها استقدام قطة للقضاء على غزو الجرذان في منزل الوزير. تم تجديد المبنى في القرن الرابع عشر خلال فترة السلطنة المرينية، مما يجعله أحد المعالم القليلة الباقية من هذه الفترة من المدينة، ويشتهر بمئذنته الصغيرة والغنية بالزخارف.

## تاريخ
وفقًا للتقاليد، فقد أسس المسجد لمعلم "مسعود"، وهو أحد كبار الدباغين، وتلميذ أبي العباس السبتي (ت 1204م)، أحد رجالات مراكش السبعة. تروي التقاليد أن هناك وزيرًا كان سكن بحي روض العروس درب الفران، فهاجت الفئران على منزله وتعاظم الأمر على الوزير، فاتخذ الوسائل للقضاء عليها فلم يفلح، فسمع أن صاحب الشيخ أبي العباس السبتي عنده قطة يمكنها إنجاز المهمة، فأمر الوزيرُ مسعودا بإحضارها فألزمه حضورها فرفض، فانتزعها من يده فلم يزد الفأر إلا طغيانا، فشعر الوزير وأحضر التلميذ المذكور فارضاه وبذل له دراهم عديدة، فأزال عنه تلك البلية.
ومن حينه شرع في تأسيس المسجد وتجديده الوزير الوطاسي وقاضي الجماعة بمراكش الشيخ أبو محمد عبد الله الزكندري المتوفى سنة 768 هجرية (1366-1367 م)، والذي كان يسكن بحي القصور، وحبس داره على الشيخ الغزواني مول القصور أحد رجال المدينة السبعة، ثم ذهب الدباغ ليؤسس هذا المسجد الذي لا يزال اسمه يخلد ذكرى القطة في هذه القصة.
وفقًا لدراسة أجراها هنري باست وهنري تراس، فإنه من المفترض أن يكون بناء مسجد القطة متزامنا مع بناء مسجد بن صلاح (1321 م).(ص.296)

## عمارة

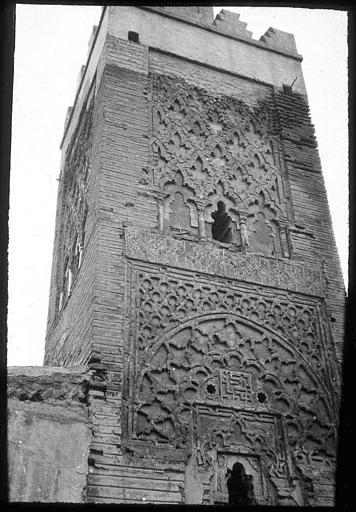
مئذنة المسجد (صورة 1924)

المسجد صغير نسبيًا ولا تغطي قاعة الصلاة فيه أكثر من 120 مترًا مربعًا (1300 قدم مربع). السمة المعمارية الرئيسية الجديرة بالملاحظة هي المئذنة الصغيرة المبنية من الطوب، والتي تعد واحدة من الآثار القليلة الباقية في مراكش حتى الآن من العصر المريني. المئذنة هي نسخة طبق الأصل من مئذنة مسجد بن صلاح المعاصر، مع فارق في الحجم فقط. لها الشكل شبه المكعب النموذجي للمآذن في المغرب العربي، مع عمود رئيسي يعلوه "فانوس" أو "برج" أصغر. أعيد بناء قمة المئذنة في فترة لاحقة.
مثل مئذنة مسجد بن صلاح، فإن كل واجهة من الواجهات الأربعة للعمود الرئيسي للبرج مغطاة في الغالب بزخرفة "الشبكة" المتشابكة (شكل معينات مفصصة أو نمط "شبكي") محفور في سطح الطوب. أسفل منطقة الشبكة، على الجانب المواجه للشارع من المئذنة، توجد منطقة زخرفية منخفضة تقع حول نافذة صغيرة فوق مستوى العين. هذا التركيب الزخرفي أكثر تعقيدًا ويشبه مرة أخرى تركيبة مماثلة موجودة على الواجهات السفلية لمئذنة بن صلاح. تحتوي النافذة الصغيرة على شكل ثلاثي الفصوص، وهي محاطة بقوس لامبريكين [الإنجليزية] أعمى، والذي بدوره يحيطه إطار حيز صغير مستطيل الشكل. وفوق ذلك يوجد تكوين كوفي مربع صغير يحتوي على نقش تأبيني، محاط بنجمتين ثمانية الرؤوس. كما تم تضمين بعض الزخارف الخزفية في الرفوف حول النافذة. حول وفوق هذا هو تكوين زخرفي أكبر بكثير يتكون من قوس أعمى متعدد، على شكل قوس حدوة الحصان، متداخلة تحت قوس أعمى عادي نصف دائري، يمتد بينه وبين نمط الشبكة الذي يشع إلى الخارج من المركز. وقد تم تأطير هذا بدوره بحيز مستطيل آخر، مع الرفوف المليئة بزخرفة شبكة أخرى.

## روابط خارجية
- فيديو.. في اليوم العالمي للقطط : مسجد عتيق بحي المواسين يحمل اسم القطة